# Carlo Contarini
Carlo Contarini (Venecia, 5 de julio de 1580-ib., 1 de mayo de 1656) fue el centésimo dux (o dogo) de la República de Venecia.

## Biografía
Contarini era hijo de Andrea y Elisabetta Morosini. Vio morir a su padre durante su niñez, cuando solo tenía diez años de edad. Después de ese acontecimiento, Contarini heredó una fortuna considerable, así como un nombre poderoso y respetado.
Contarini estuvo casado con Paolina Loredano, y su relación fue muy destacada por la extrema confidencialidad.
Después de que Francesco Molin hubiese sido dux de Venecia, los votantes para dicho cargo optaron por elegir a un hombre de compromiso, lo suficientemente modesto como para no estar alineado con las facciones que dividen el poder veneciano y con la edad suficiente para eliminar los disturbios en ese lugar a toda prisa, y por lo tanto, el 27 de marzo de 1655, Contarini obtuvo el título de dux de Venecia, el cual consistía en ser el magistrado supremo y máximo dirigente de la República marítima de Venecia.
Debido a las duras y extremas condiciones de trabajó que sufrió a lo largo de su vida, se enfermó, y después de haber probado muchas curas sin éxito, Contarini murió en Venecia, el 1 de mayo de 1656.